# Oligosoma maccanni
Espèce
Synonymes
- Leiolopisma nigriplantare maccanni Hardy, 1977
- Leiolopisma maccanni Hardy, 1977

Oligosoma maccanni est une espèce de sauriens de la famille des Scincidae.

## Répartition
Cette espèce est endémique de Nouvelle-Zélande. Elle se rencontre dans l'île du Sud dans les régions d'Otago, de Southland et de Canterbury ainsi que dans le sud de l'île du Nord.

## Étymologie
Cette espèce est nommée en l'honneur de Yule Merwyn Charles McCann.

## Publication originale
- Hardy, 1977 : The New Zealand Scincidae (Reptilia : Lacertilia); a taxonomic and zoogeographic study. New Zealand Journal of Zoology, vol. 4, p. 221-325.